# 卡蒂马
卡蒂马（Khatima），是印度北阿坎德邦Udham Singh Nagar县的一个城镇。总人口14378（2001年）。

## 人口
该地2001年总人口14378人，其中男性7787人，女性6591人；0—6岁人口2288人，其中男1187人，女1101人；识字率66.21%，其中男性为73.02%，女性为58.17%。